# GBU-28碉堡剋星炸彈
GBU-28（The Guided Bomb Unit 28）是一款由戰機雷射導引的空對地炸彈，綽號為“碉堡剋星”（Bunker buster）。

## 描述

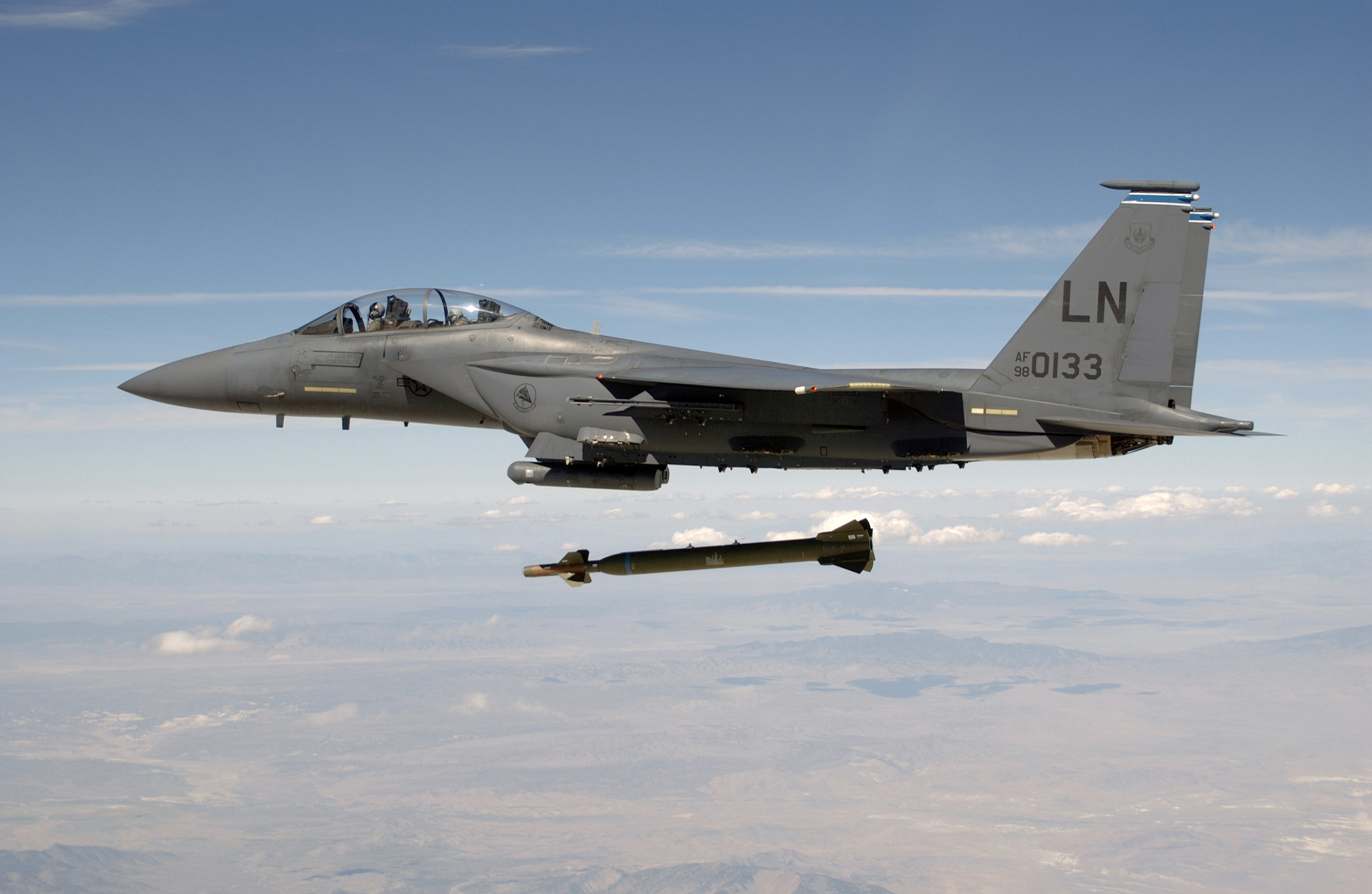
一枚GBU-28被F-15E所投下

GBU-28是美軍預備在沙漠風暴行動中打擊伊拉克的地堡而研發。GBU-28以BLU-113為其彈藥。它們重達4700磅（2132公斤），並包含630磅的（286公斤）高爆炸藥。經試驗證明該炸彈可以穿透超過20英尺（6公尺）的鋼筋混凝土。
1990年8月，美軍參謀單位規劃對伊拉克動武的時候了解到巴格達重點目標：地下加固指揮部防禦堅固，BLU-109硬化穿透炸彈可能無法穿透。美國空軍裝備部要求在埃格林空軍基地開發一款要比BLU-109穿透力更強的新武器。1991年1月，隨著沙漠風暴發動，美軍確定了BLU-109對加固掩體摧毀力不足的論證。
由於要在短時間取得合乎需求的炸彈彈體不容易，技術人員只得即興創作，找出M110自行火炮的报废203毫米炮管切段當作彈殼、装上导引头和弹翼之类的零件应急。最初的两枚炸彈空壳於16日緊急送交美國空軍埃格林空军基地，在那里首先将弹壳内壁涂上一层隔热材料，然后將炸藥加熱融化倒入桶中、由穿上防爆服的技術人員列隊以人工傳遞方式小心地向弹体内浇进炸药。因為開發製作過程的取巧與凶險，配合砲管直立澆灌液化炸藥的意象，這一款炸彈被技術人員戲稱為「深喉嚨」。
在获得挂载飞行许可后，19日到20日期间一架 F-15E进行了初始挂载测试，另一架F-111E进行带弹起飞着陆测试。唯一一次的实际投掷测试于24日由一架隸屬於341測試中隊的F-111F进行，炸弹的成果評估是它能穿透150英尺（50公尺）厚的土壤或15英尺（5公尺）厚的鋼筋混凝土。这也使得GBU-28成为美国空军炸弹中“实战部署前最少投掷测试次数”记录的保持者。两天后另一枚浇入混凝土的炸弹在霍罗曼空军基地进行了火箭滑橇测试，它在打穿22英尺厚的钢筋混凝土后又飞了半英里之远。
美國空軍於2月22日正式提出採購合約。23日，第三和第四枚炸弹壳运抵埃格林进行炸藥灌鑄作业，并于27日“热腾腾”地正式出廠、由C-141空運到位于沙特阿拉伯塔伊夫的沙漠風暴行動作戰區域準備參戰。两架F-111F战机各挂载一枚炸弹，去巴格达西北约15英里处轰炸一座此前用F-117投掷GBU-27激光制导炸弹、在至少三次命中之后都没能摧毁的地下碉堡。领机认错目标投歪了炸弹，但第二枚炸弹成功地击穿地堡的钢筋混凝土外壳、炸死了里面所有人。这次攻击也意味着在地下建造碉堡的做法已不再安全。
在波灣戰爭後量產的GBU-28不再使用M110A2的炮管製造彈體，彈頭的正式編號為BLU-113，由賓夕法尼亞州的國家鍛造公司特製，重5,000磅，內裝630磅高爆炸藥。改良型GBU-28B／C則彈頭則更換為BLU-122，以埃格林鋼特製加工，重量維持5,000磅，填充爆裂物更換為PBX炸藥AFX-757。
增強型的GBU-28增加了GPS制導系統輔助導引。

## 操作國家
美國空軍在波灣戰後開始採購GBU-28，並在後續衝突中有少量的使用紀錄。第一個海外客戶是以色列，2005年美國許可採購100枚，至2009年至少採購了55枚。
另一個海外客戶為大韓民國空軍，契機是2009年北韓核子試爆，由於對北韓的掩蔽設施摧毀壓力上升，2009年6月2日美國允許韓國採購此型武器，在2014年1月時，美國方面揭露韓國已經採購了150枚GBU-28。

## 外部連結
- Raas, Whitney; Long, Austin,  (PDF), MIT, April 2006  [2018-01-27], （原始内容存档 (PDF)于2016-08-24）